# G-Style
G-Style (ранее G-Style M.A.F.I.A.) — российская рэп-группа из Зеленограда, образованная в 1999 году. 
 Последние несколько лет существования группы продюсером был MasterSpensor. Также коллектив записывался на его лейбле «Spensor Music».

## История
Группа «G-Style» образована в 1999 году Павлом «G-Style» Котовым, собрав своих школьных друзей, он организовал группу, в которую изначально входили семь участников. Первоначально группа называлась «G-Style M.A.F.I.A.», однако позже сократили своё название. Средний возраст участников 14-15 лет. Первая успешная песня коллектива — «Мама, Только Не Плачь (Зелёный Город)», была услышана Мастером Спенсором (Master Spensor) на фестивале «МИКРО» в 1999 году, позже они записали совместную песню — «Все Вокруг Ненавидят Нас».
В 2006 году вышел дебютный альбом группы «Зелёный Город». В этом же году группа распалась, однако в 2008 году, уже после распада, был издан альбом «Все вокруг ненавидят нас. The Mixtape». В 2009 году вышел альбом «От Москвы До Питера», записанный совместно с Big D. из группы «Gunmakaz».
С 2004 года группа «G-Style» занимается продажей хип-хоп одежды в своём магазине, именно в этом магазине St1m презентовал линию одежды, придуманную им.

## Дискография
- 2006 — Зелёный Город
- 2008 — Все вокруг ненавидят нас. The Mixtape
- 2009 — G-Style и Big D: От Москвы До Питера (S3T TAPE)

## Клипы
- Мама, Не Плачь (Зелёный Город)
- Что такое Хип-Хоп
- Я — Рэп (гостевое участие у St1m'a)
- Я Уличный
- От Москвы до Питера (feat. Big D)
- Мой Город